# Tones and I
Tones and I, vlastním jménem Toni Watson (* 13. května 1993, Mount Martha, Victoria, Austrálie), je australská zpěvačka, písničkářka a skladatelka. Na hudební scéně působí od roku 2009, ale největší a celosvětový věhlas přišel v roce 2019 s písní „Dance Monkey“, která se stala číslo jedna nejen v Austrálii, ale i v několika evropských hitparádách.

## Život
Toni Watson se nejspíše narodila 13. května 1993 a vyrůstala v Mount Martha na předměstí Melbourne. Protichůdné zprávy uvádějí, že se narodila v roce 1993 nebo v roce 2000. Zpěvačka dává přednost tomu, aby nezveřejňovala své údaje o narození. Nicméně podle příspěvků a fotek na svých účtech na Instagramu a YouTube jde podle její visáže vyloučit, že by se narodila v roce 2000.
Během studií na střední škole se naučila hrát na klávesy a bicí. Když pracovala v australském módním obchodě Universal Store, vystupovala na ulicích v Melbourne.

### Pěvecká kariéra
V roce 2009 si pod svým jménem Toni Watson vytvořila kanál na YouTube, kde nahrávala cover verze písní formou a cappella. Začala koncertovat a účastní se místních festivalů, jako je například Let Go Fest. V roce 2014 založila duo „Tones and I“, které zpívalo v malých hospodách a barech v Morningtonu, ale poté zůstala v duu „Tones and I“ sama.
Koupila si dodávku a v září 2017 vycestovala do Byron Bay, turistického pobřežního města v Novém Jižním Walesu, aby zkusila štěstí jako pouliční umělec. Na svém prvním vystupování se potkala s Jacksonem Walkden-Brownem, který jí dal svou vizitku a o měsíc později se stal jejím manažerem. Dala výpověď v práci, aby se mohla plně věnovat hudbě a rok 2018 trávila bydlením mezi domem Walkden-Browna ve vnitrozemí Gold Coastu a ve své dodávce v Byron Bay, kde psala hudbu a vystupovala na ulici na plný úvazek.
V únoru 2019 podepsala smlouvu s nahrávací společností Bad Batch Records/Sony Music Australia a smlouvu o společné správě s Lemon Tree Music a Artists Only, kterou vlastnil Jackson Walkden-Brown. Ve stejném měsíci vydala svou první píseň „Johnny Run Away“ na australském webu Unearthed, který vysílá hudbu od umělců, kteří ještě nemají smlouvu s nahrávacími studii. Příští týden se začala píseň hrát v jedné australské mládežnické rádiové stanici a hned získala vysoké hodnocení od zaměstnanců. Píseň byla oficiálně vydána ke stažení a streamování o dva týdny později, stala se její debutovou písní a skončila na 12. příčce ARIA Charts.
Dne 10. května 2019 vydala druhou píseň „Dance Monkey“, kterou napsala za méně než 30 minut. Píseň dosáhla 1. příčky hitparád ve více než 30 zemích a pro australskou hudbu byla historickým úspěchem, protože se jednalo o nejdéle obsazenou píseň na 1. příčce v čele národních hitparád po dobu 22 týdnů. Na konci září obsadila i první místo v seznamu nejposlouchanějších skladeb na Spotify a Shazam, kde zůstala během října až do ledna 2020 s průměrem 7 203 000 posluchačů denně a 52 686 308 zhlédnutí za týden.
V červenci vydala třetí singl „Never Seen the Rain“ a oznámila vydání své debutové EP The Kids Are Coming, které vyšlo 30. srpna 2019.
Dne 1. února 2020 zahájila turné Kids Are Coming World Tour v Austrálii a v Severní Americe a od března 2020 vystupovala v Evropě, ale na základě vládních opatření kvůli pandemii covidu-19 evropské turné předčasně ukončila.